# Coppa del Re (pallacanestro)
Copa del Rey (in italiano "Coppa del Re") è una competizione di pallacanestro per club del campionato spagnolo.

## Storia
Inizialmente, dalla sua prima edizione (1933), il torneo si chiamava "Copa de Espaňa", e fu il primo ad accogliere squadre professionistiche da tutto il paese. Nel 1940, dopo la pausa di 4 anni dovuta alla guerra civile, il torneo tornò a disputarsi, ora col nome di "Copa del Generalísimo". Nel 1977 venne nuovamente, e definitivamente, ribattezzata "Copa del Rey".
Dalla prima edizione del 1933 fino a quella del 1983, la vincitrice della Coppa veniva scelta con una finale unica. Dal 1984 le contendenti per la prima piazza dovevano disputare una finale a 4 squadre. Tale formula di gara fu nuovamente modificata nel 1987 (nella versione tuttora in vigore), portando il numero delle squadre finaliste a 8.

## Albo d'oro

### Copa de España
| Anno | Sede Finale | Vincitrice                | Contendente               |
| 1933 | Madrid      | Rayo Club Madrid          | Real Madrid               |
| 1935 | Barcellona  | Societé Patrie Barcellona | Rayo Club Madrid          |
| 1936 | Madrid      | Rayo Club Madrid          | Societé Patrie Barcellona |

### Copa del Generalísimo
| Anno | Sede Finale      | Vincitrice        | Contendente        |
| 1940 | Barcellona       | L'Hospitalet      | CB Atlético Gracia |
| 1941 | Madrid           | [ Espanyol        | L'Hospitalet       |
| 1942 | Saragozza        | Layetano          | Barcellona         |
| 1943 | Palma di Maiorca | Barcellona        | Layetano           |
| 1944 | Vigo             | Layetano          | Real Madrid        |
| 1945 | Barcellona       | Barcellona        | Layetano           |
| 1946 | Barcellona       | Barcellona        | UE Montgat         |
| 1947 | Saragozza        | Barcellona        | Canarias de Madrid |
| 1948 | Burgos           | Barcellona        | Real Madrid        |
| 1949 | Madrid           | Joventut Badalona | Real Madrid        |
| 1950 | Barcellona       | Barcellona        | Joventut Badalona  |
| 1951 | San Sebastián    | Real Madrid       | Barcellona         |
| 1952 | Alicante         | Real Madrid       | Joventut Badalona  |
| 1953 | Valladolid       | Joventut Badalona | Real Madrid        |
| 1954 | Madrid           | Real Madrid       | Joventut Badalona  |
| 1955 | Barcellona       | Joventut Badalona | Real Madrid        |
| 1956 | Madrid           | Real Madrid       | Aism. Montcada     |
| 1957 | Vigo             | Real Madrid       | Aism. Montcada     |
| 1958 | Saragozza        | Joventut Badalona | Real Madrid        |
| 1959 | Barcellona       | Barcellona        | Aism. Montcada     |
| 1960 | Madrid           | Real Madrid       | Hesperia Madrid    |
| 1961 | Bilbao           | Real Madrid       | Barcellona         |
| 1962 | Barcellona       | Real Madrid       | Estudiantes        |
| 1963 | San Sebastián    | Estudiantes       | Real Madrid        |
| 1964 | Lugo             | Picadero J.C.     | Aism. Montcada     |
| 1965 | Salamanca        | Real Madrid       | RCN Tenerife       |
| 1966 | Terrassa         | Real Madrid       | Joventut Badalona  |
| 1967 | Vitoria          | Real Madrid       | Kas                |
| 1968 | Gijón            | Picadero J.C.     | Joventut Badalona  |
| 1969 | Orense           | Joventut Badalona | Real Madrid        |
| 1970 | León             | Real Madrid       | Joventut Badalona  |
| 1971 | Vitoria          | Real Madrid       | Joventut Badalona  |
| 1972 | La Coruña        | Real Madrid       | Joventut Badalona  |
| 1973 | Valencia         | Real Madrid       | Estudiantes        |
| 1974 | Alicante         | Real Madrid       | Joventut Badalona  |
| 1975 | Jaén             | Real Madrid       | Estudiantes        |
| 1976 | Cartagena        | Joventut Badalona | Real Madrid        |

### Copa del Rey
| Anno         | Sede Finale                | Vincitrice        | Contendente       | MVP                 |
| Finale unica |                            |                   |                   |                     |
| 1977         | Palma di Maiorca           | Real Madrid       | Barcellona        | -                   |
| 1978         | Saragozza                  | Barcellona        | Real Madrid       | -                   |
| 1979         | Pamplona                   | Barcellona        | Tempus            | -                   |
| 1980         | El Ferrol                  | Barcellona        | Manresa           | -                   |
| 1981         | Almería                    | Barcellona        | Real Madrid       | -                   |
| 1982         | Badajoz                    | Barcellona        | Real Madrid       | -                   |
| 1983         | Palencia                   | Barcellona        | Inmobanco         | -                   |
| Final Four   |                            |                   |                   |                     |
| 1984         | Saragozza                  | C.B. Saragozza    | Barcellona        | -                   |
| 1985         | Badalona                   | Real Madrid       | Joventut Badalona | -                   |
| 1986         | Barcellona                 | Real Madrid       | Joventut Badalona | -                   |
| Final Eight  |                            |                   |                   |                     |
| 1987         | Tenerife                   | Barcellona        | Joventut Badalona | -                   |
| 1988         | Valladolid                 | Barcellona        | Real Madrid       | -                   |
| 1989         | La Coruña                  | Real Madrid       | Barcellona        | -                   |
| 1990         | Las Palmas de Gran Canaria | C.B. Saragozza    | Joventut Badalona | Mark Davis          |
| 1991         | Saragozza                  | Barcellona        | Estudiantes       | Juan Antonio Orenga |
| 1992         | Granada                    | Estudiantes       | C.B. Saragozza    | John Pinone         |
| 1993         | La Coruña                  | Real Madrid       | Joventut Badalona | Joe Arlauckas       |
| 1994         | Siviglia                   | Barcellona        | Saski Baskonia    | Velimir Perasović   |
| 1995         | Granada                    | Saski Baskonia    | C.B. Saragozza    | Pablo Laso          |
| 1996         | Murcia                     | Manresa           | Barcellona        | Joan Creus          |
| 1997         | León                       | Joventut Badalona | Cáceres           | Andre Turner        |
| 1998         | Valladolid                 | Valencia          | Joventut Badalona | Nacho Rodilla       |
| 1999         | Valencia                   | Saski Baskonia    | Siviglia          | Elmer Bennett       |
| 2000         | Vitoria                    | Estudiantes       | Valencia          | Alfonso Reyes       |
| 2001         | Malaga                     | Barcellona        | Real Madrid       | Pau Gasol           |
| 2002         | Vitoria                    | Saski Baskonia    | Barcellona        | Dejan Tomašević     |
| 2003         | Valencia                   | Barcellona        | Saski Baskonia    | Dejan Bodiroga      |
| 2004         | Siviglia                   | Saski Baskonia    | Joventut Badalona | Rudy Fernández      |
| 2005         | Saragozza                  | Málaga            | Real Madrid       | Jorge Garbajosa     |
| 2006         | Madrid                     | Saski Baskonia    | Valencia          | Pablo Prigioni      |
| 2007         | Malaga                     | Barcellona        | Real Madrid       | Jordi Trias         |
| 2008         | Vitoria                    | Joventut Badalona | Saski Baskonia    | Rudy Fernández      |
| 2009         | Madrid                     | Saski Baskonia    | Málaga            | Mirza Teletović     |
| 2010         | Bilbao                     | Barcellona        | Real Madrid       | Fran Vázquez        |
| 2011         | Madrid                     | Barcellona        | Real Madrid       | Alan Anderson       |
| 2012         | Barcellona                 | Real Madrid       | Barcellona        | Sergio Llull        |
| 2013         | Vitoria                    | Barcellona        | Valencia          | Pete Mickeal        |
| 2014         | Malaga                     | Real Madrid       | Barcellona        | Nikola Mirotić      |
| 2015         | Las Palmas de Gran Canaria | Real Madrid       | Barcellona        | Rudy Fernández      |
| 2016         | La Coruña                  | Real Madrid       | Gran Canaria      | Gustavo Ayón        |
| 2017         | Vitoria                    | Real Madrid       | Valencia          | Sergio Llull        |
| 2018         | Las Palmas de Gran Canaria | Barcellona        | Real Madrid       | Thomas Heurtel      |
| 2019         | Madrid                     | Barcellona        | Real Madrid       | Thomas Heurtel      |
| 2020         | Malaga                     | Real Madrid       | Málaga            | Facundo Campazzo    |
| 2021         | Madrid                     | Barcellona        | Real Madrid       | Cory Higgins        |
| 2022         | Granada                    | Barcellona        | Real Madrid       | Nikola Mirotić      |
| 2023         | Badalona                   | Málaga            | Canarias Tenerife | Tyson Carter        |
| 2024         | Malaga                     | Real Madrid       | Barcellona        | Facundo Campazzo    |
| 2025         | Las Palmas de Gran Canaria | Málaga            | Real Madrid       | Kendrick Perry      |

## Record
I record assoluti in una singola partita:
| Anno | Stat         | Giocatore      | Squadra           | Record |
| 1989 | Punti        | Leon Wood      | CAI Zaragoza      | 44     |
| 1990 | "            | Mark Davis     | CAI Zaragoza      | "      |
| 1991 | Rimbalzi     | Kevin Magee    | CAI Zaragoza      | 21     |
| 1996 | "            | Warren Kidd    | Caja San Fernando | "      |
| 2006 | Assist       | Pablo Prigioni | Tau Cerámica      | 15     |
| 2003 | Palle rubate | Thierry Gadou  | Tau Cerámica      | 8      |
| 1998 | Stoppate     | Tim Perry      | Pamesa Valencia   | 6      |

## Vittorie per club
| Club                             | Vittorie | Anno |
| -------------------------------- | -------- | --- |
| Real Madrid                      | 29       | 1951, 1952, 1954, 1956, 1957, 1960, 1961, 1962, 1965, 1966, 1967, 1970, 1971, 1972, 1973, 1974, 1975, 1977, 1985, 1986, 1989, 1993, 2012, 2014, 2015, 2016, 2017, 2020, 2024 |
| Barcellona                       | 27       | 1943, 1945, 1946, 1947, 1949, 1950, 1959, 1978, 1979, 1980, 1981, 1982, 1983, 1987, 1988, 1991, 1994, 2001, 2003, 2007, 2010, 2011, 2013, 2018, 2019, 2021, 2022             |
| Joventut Badalona                | 8        | 1948, 1953, 1955, 1958, 1969, 1976, 1997, 2008 |
| Saski Baskonia                   | 6        | 1995, 1999, 2002, 2004, 2006, 2009 |
| Estudiantes                      | 3        | 1963, 1992, 2000 |
| Málaga                           | 3        | 2005, 2023, 2025 |
| Rayo Club Madrid                 | 2        | 1933, 1936 |
| Layetano                         | 2        | 1942, 1944 |
| Picadero J.C.                    | 2        | 1964, 1968 |
| C.B. Saragozza                   | 2        | 1984, 1990 |
| Societé Patrie Maunier Barcelona | 1        | 1935 |
| L'Hospitalet                     | 1        | 1940 |
| Espanyol                         | 1        | 1941 |
| Manresa                          | 1        | 1996 |
| Valencia                         | 1        | 1998 |